# موريس جوشوا
موريس جوشوا (بالإنجليزية: Maurice Joshua)‏ هو منتج أسطوانات وملحن وموسيقي ودي جيه أمريكي، ولد في 1967 في شيكاغو في الولايات المتحدة.

## وصلات خارجية
- موريس جوشوا على موقع ميوزك برينز (الإنجليزية)
- موريس جوشوا على موقع ديسكوغز (الإنجليزية)